# لين شان (غطاسة)
لين شان (صينى: 林珊; بينيين: لين شان؛ من مواليد 3 أغسطس 2001) هو لاعبة غطس صينية شاركت في بطولة العالم للألعاب المائية 2019 وحصلت على الميدالية الذهبية.
فاز لين شان بثلاث ميداليات ذهبية  في دورة الألعاب الأولمبية للشباب 2018 في بوينس آيرس ، في منافسات القفز على المنصة 1 متر ، والمنصة الثابتة  10 أمتار ، والثنائي المختلط. حصلت على الميدالية الذهبية في الغطس الجماعي المختلط في بطولة العالم 2019 في غوانغجو، وفي 15 يوليو 2023 ، فازت بالميدالية الذهبية في الغطس مسافة متر واحد  في بطولة العالم في فوكوكا في اليابان .